# 음력 2월 11일
음력 2월 11일은 음력 2월의 11번째 날이다.

## 문화
- 2016년 - 대구삼성라이온즈파크 개장.

## 탄생
- 1920년 - 대한민국의 기업인 조중훈.
- 1984년 - 대한민국의 배우 이준혁.
- 1990년 - 대한민국의 가수 최종훈(FT아일랜드).
- 1994년 - 대한민국의 가수 하성운(핫샷, 워너원).
- 1997년 - 대한민국의 배우 곽동연.

## 같이 보기
- 음력 360일: 1월 2월 3월 4월 5월 6월 7월 8월 9월 10월 11월 12월
- 전날:2월 10일 다음날:2월 12일 - 전달:1월 11일 다음달:3월 11일
- 양력:2월 11일
- 음력, 윤달